# Беловежд дрозд
Беловеждият дрозд (Turdus iliacus) е птица от семейство Дроздови (Turdidae). Среща се и в България.

## Физически характеристики
Беловеждият дрозд достига 20 cm. Отгоре е кафяв с бели вежди. Отдолу е белезникав с кафяви петна по корема.

## Начин на живот и хранене
Беловеждият дрозд се храни с боровинки, ягоди и с червеи.